# Chaloem Phra Kiat, Nakhon Ratchasima
Chaloem Phra Kiat (tiếng Thái: เฉลิมพระเกียรติ) là một huyện (amphoe) ở phía đông của tỉnh Nakhon Ratchasima, đông bắc Thái Lan.

## Lịch sử
Five tambon đã được tách ra từ Chakkarat district để lập huyện mới ngày 15 tháng 12 năm 1996. Đây là một trong năm huyện tên là Chaloem Phra Kiat được thành lập cùng ngày để kỷ niệm lần thứ 50 ngày lên ngôi của vua Bhumibol Adulyadej (Rama IX).

## Địa lý
Các huyện giáp ranh (từ phía bắc theo chiều kim đồng hồ) là Non Sung, Chakkarat, Chok Chai và Mueang Nakhon Ratchasima.

## Hành chính
Huyện này được chia thành 5 phó huyện (tambon). Thị trấn (thesaban tambon) of Tha Chang nằm trên một phần của the tambon Tha Chang và Chang Thong.
| 1. | Chang Thong    | ช้างทอง     |  |
| 2. | Tha Chang      | ท่าช้าง      |  |
| 3. | Phra Phut      | พระพุทธ     |  |
| 4. | Nong Ngu Lueam | หนองงูเหลือม |  |
| 5. | Nong Yang      | หนองยาง    |  |